# 7" of the Month Club
Il 7" of the Month Club è una serie di 12 dischi da 7 pollici della band NOFX, pubblicati, uno al mese, da febbraio 2005 a gennaio 2006.
In teoria, chi avesse voluto partecipare al 7" of the Month Club, avrebbe dovuto iscriversi al Club stesso (ad esempio tramite il sito internet della Fat Wreck Chords): con un pagamento di 60 dollari per gli abitanti degli Stati Uniti e 80 per il resto del mondo, sarebbe arrivato a casa propria un disco ogni mese. L'intenzione originale della Fat Wreck era quella di mandare dischi in vinile colorato ai primi 3000 iscritti al Club, e in vinile nero ai successivi iscritti: poiché, però, il numero di iscritti non è stato così alto come era stato previsto, e quota 3000 è stata raggiunta solo dopo sette mesi dall'inizio del Club, sono stati prodotti solo vinili colorati. 

Nel maggio 2006 la Fat Wreck ha infine messo in vendita, a 80 dollari l'uno, alcuni set completi rimasti in magazzino: sono stati venduti in meno di una settimana.
Ogni disco contiene due o tre canzoni della band, e la grafica di copertina di ogni disco è costituita da uno dei molti disegni appositamente mandati dai fan alla band. Sulla matrice di ogni lato di ogni disco, inoltre, è incisa una breve frase che, assieme a quelle delle matrici degli altri dischi del 7" of the Month Club, va a comporre un breve racconto. La grafica del retro di copertina dei dodici vinili, infine, costituisce un pezzo di un particolare puzzle: se i dischi vengono disposti, in ordine, uno a fianco all'altro, infatti, risulta una particolare immagine di gruppo, piuttosto spettrale, della band.

## Varie
Nel corso del tempo, i collezionisti e gli appassionati di questa band si sono resi conto di vari aspetti riguardanti il Club:
- Alcuni dischi (sembra l'1, il 2, il 3, il 4, il 5, il 7, l'8 e il 9) sono stati ristampati, spesso in colori diversi dall'originale, tra cui anche il classico nero.
- La grafica dell'etichetta centrale del lato A dei vari dischi, piuttosto colorata, cambia spesso: ad esempio, se su alcuni dischi lo sfondo dell'etichetta è nero, su altri è azzurro; oppure se su alcuni dischi una certa scritta all'interno dell'etichetta è stampata sulla destra, su altri è stampata sulla sinistra. Le variazioni, in questo ambito, sono molte.
- Su alcuni dei dischi ristampati è stata applicata l'etichetta sbagliata: alcune copie del disco 5 (giugno) hanno una delle etichette del disco 11 (dicembre); alcune copie del disco 9 (ottobre) hanno una delle etichette del disco 8 (settembre).

## Tracce
- febbraio 2005
  - Insulted by Germans (Again) - 2:38
  - Fan Mail (The Dickies cover) - 2:52
- marzo 2005
  - Arming the Proletariat With Potato Guns - 2:29
  - I Am Going to Hell for This One - 3:46
- aprile 2005
  - There's No Fun in Fundamentalism - 1:49
  - Fungus - 0:22
  - I'm a Huge Fan of Bad Religion - 0:50
- maggio 2005
  - Jamaica's Alright if You Like Homophobes - 4:23
  - No Way (The Adolescents cover) - 1:52
- giugno 2005
  - Getting High on the Down Low - 1:15
  - You're Wrong - 2:09
- luglio 2005
  - Leaving Jesusland - 2:52
  - Benny Got Blowed Up - 1:04
- agosto 2005
  - Teenage Punching Bag - 2:04
  - One Way Ticket to Fuckneckville - 2:54
- settembre 2005
  - Your Hubcaps Cost More Than My Car - 2:28
  - What Now Herb? - 1:28
  - California Über Alice - 0:42
- ottobre 2005
  - All My Friends in New York - 2:10
  - I, Melvin - 2:27
- novembre 2005
  - You Will Lose Faith - 3:09
  - Last Night Was Really Fun? - 1:55
- febbraio 2006
  - Cool and Unusual Punishment - 2:20
  - Civil Defense (The F.U.'s cover) - 1:01
- marzo 2006
  - Golden Boys (Vagina Dentata cover) - 2:45
  - The Man I Killed - 1:58

## Il racconto inciso sulle matrici
(EN) 
- #01-a A punk, a rabbi, and a republican walk into a bar...
- #01-b They seat themselves as far away from one another as possible...
- #02-a The bartender asks the punk for his order, "One shot of whiskey"
- #02-b The bartender smiles and says. "One shot of whiskey coming right up"
- #03-a As the bartender walks back to the bar, the rabbi begins to chant a prayer...
- #03-b The punk rolls his eyes and mutters under his breath. "Shut up old man"...
- #04-a The bartender says "You can't speak to my customers that way"...
- #04-b The punk downs his whiskey and says, "Sorry but the rabbi's a fuckin' douche bag"...
- #05-a The republican says to the bartender, "Get that asshole outta here!"...
- #05-b The punk hears this and says, "I may be an asshole but at least I'm not a douche bag"...
- #06-a The bartender turns to the republican and tells him "You're the asshole"...
- #06-b Then the bartender and the punk beat the shit out of the republican.
- #07-a Then they kick the republican out of the bar...
- #07-b The Rabbi then asks, why did you kick that man out of the bar?
- #08-a The punk replies "cuz he's a republican you fuckin' douche bag!"
- #08-b The bartender slams a bottle to the bar and says...
- #09-a "I told you that you must respect my customers."
- #09-b The punk replies, "I do respect your customers."
- #10-a "...I'm just saying the rabbi was a douchebag"
- #10-b "Ok you're out of here" says the bartender as he kicks the punk.
- #11-a The bartender apologizes to the rabbi and says...
- #11-b "Let me get you a drink on the house. What'll you have?"
- #12-a "The rabbi replies 'well, I'll have a vinegar and water'"
- #12-b Vuoto

- #01-a Un punk, un rabbino e un repubblicano entrano in un bar...
- #01-b Si siedono il più lontano possibile l'uno dall'altro...
- #02-a Il barista chiede l'ordinazione al punk, "Un bicchierino di whiskey"
- #02-b Il barista sorride e dice. "Un bicchierino di whiskey in arrivo"
- #03-a Mentre il barista ritorna al bancone, il rabbino inizia a cantilenare una preghiera...
- #03-b Il punk rotea gli occhi e brontola a denti stretti. "Taci vecchio"...
- #04-a Il barista dice "Non puoi parlare ai miei clienti in quel modo"...
- #04-b Il punk appoggia il suo whiskey e dice, "Scusa ma il rabbino è un fottuto stronzo"...
- #05-a Il repubblicano dice al barista, "Sbatti fuori di qua quel pezzo di merda!"...
- #05-b Il punk lo sente e dice, "Posso anche essere uno stronzo ma almeno non sono un pezzo di merda"...
- #06-a Il barista si gira verso il repubblicano e gli dice "Sei tu il pezzo di merda"...
- #06-b Il barista e il punk sfasciano di botte il repubblicano.
- #07-a Dopodiché buttano il repubblicano fuori dal bar...
- #07-b Allora il Rabbino chiede, perché avete buttato fuori dal bar quell'uomo?
- #08-a Il punk risponde "perché è un repubblicano, fottuto stronzo!"
- #08-b Il barista sbatte una bottiglia sul bancone e dice...
- #09-a "Ti ho detto che devi rispettare i miei clienti."
- #09-b Il punk risponde, "Guarda che rispetto i tuoi clienti."
- #10-a "...Sto solo dicendo che il rabbino era uno stronzo"
- #10-b "Ok esci di qua" dice il barista mentre dà un calcio al punk.
- #11-a Il barista si scusa con il rabbino e dice...
- #11-b "Lasci che le offra qualcosa da bere. Cosa prende?"
- #12-a "Il rabbino risponde 'beh, prendo dell'aceto con dell'acqua'"
- #12-b Vuoto